# ريجنالد جاكسون (قسيس)
ريجنالد جاكسون (بالإنجليزية: Reginald Jackson)‏ هو قسيس أمريكي، ولد في 26 أبريل 1954.